# Rotas do vinho chileno

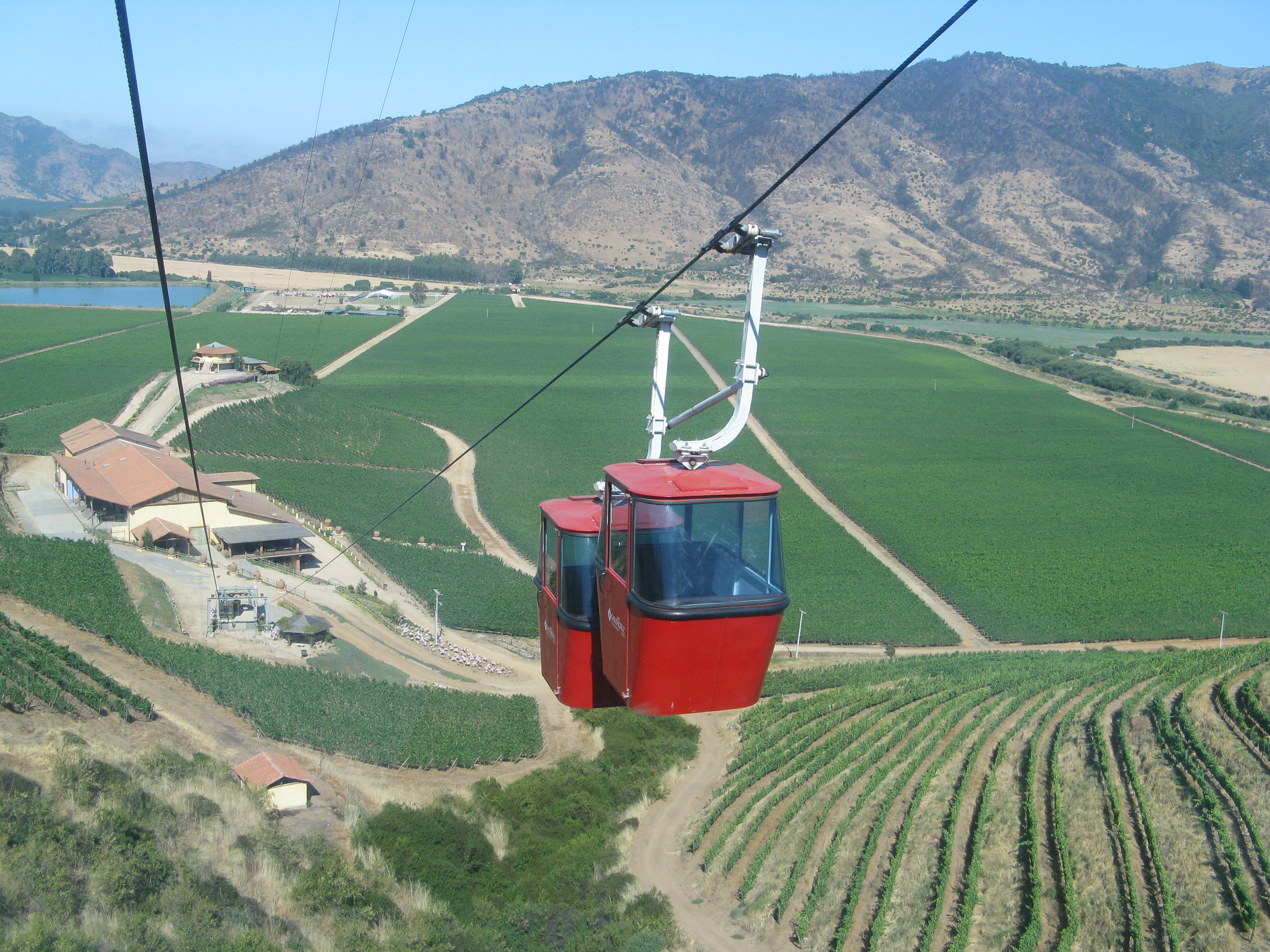
Teleféricos nos vinhedos do vale de Colchagua

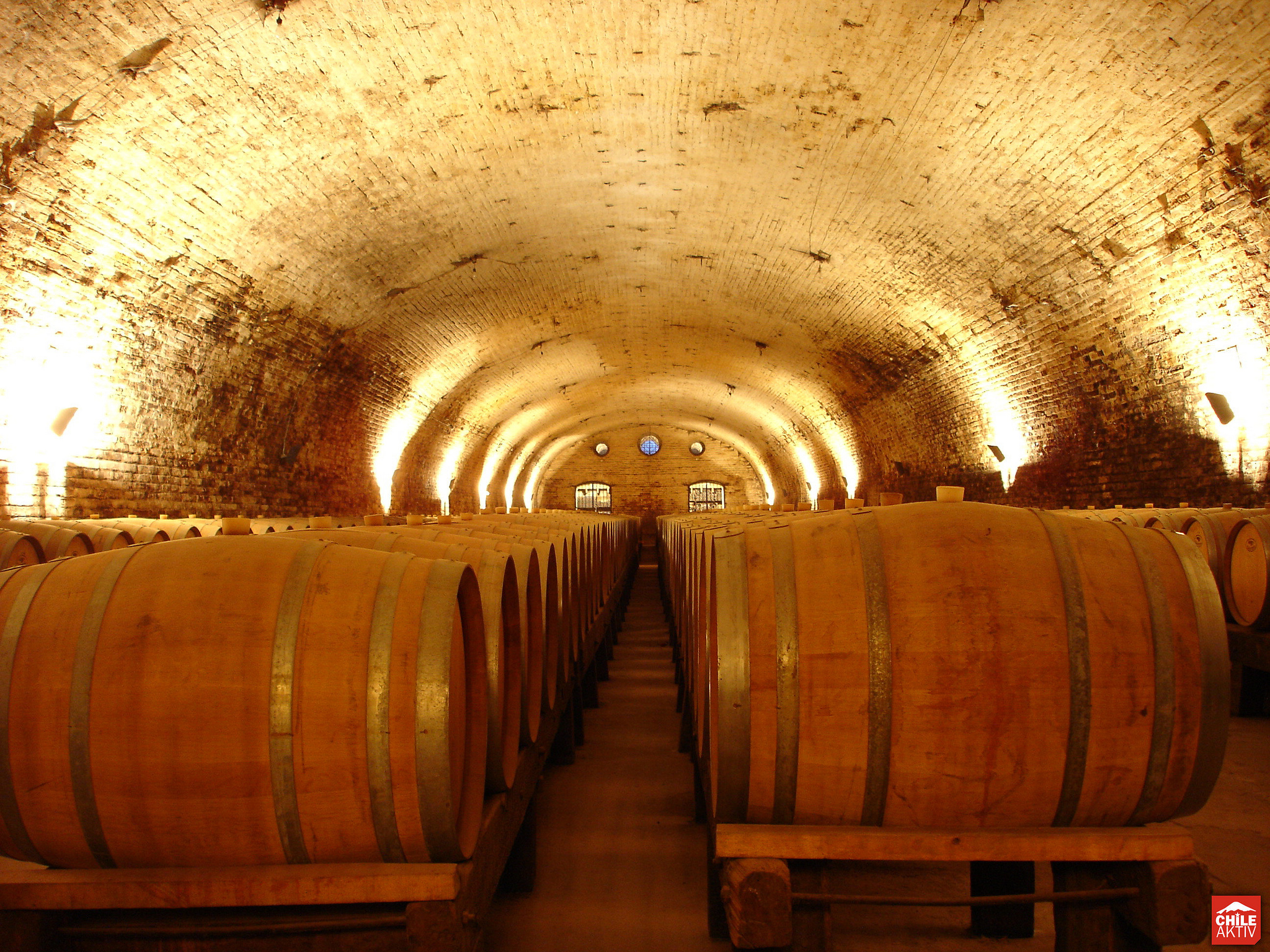
Parte de uma centenária adega subterrânea no vale do Maipo

As rotas do vinho chileno denominam-se ao conjunto de estradas turísticas estabelecidas através das regiões vitivinícolas do Chile. A grande maioria está concentrada na área do Vale Central.
De acordo com as estatísticas da Organização das Nações Unidas para a Alimentação e a Agricultura (FAO), Chile é o quinto produtor mundial de vinho e o primeiro do hemisfério Sul. O vinho chileno além de ser um dos produtos de exportação mais reconhecidos do país a nível mundial, se converteu num potencial atraente turístico para os seguidores da cultura enológica todo o vinculado a sua elaboração, sendo o enoturismo uma boa fonte de rendimentos para o turismo no Chile.
Entre as atividades que podem ser realizadas nessas rotas estão visitas aos vinhedos e às adegas das vinícolas, onde é possível observar parte do processo de produção e participar de eventos relacionados, como festivais de colheita, degustação de vinhos, feiras e exposições. Em 4 de setembro, é comemorado o Dia Nacional do Vinho Chileno, com uma série de eventos em cada uma das rotas.
Em 2015, o site americano Fodor's, especializado em turismo, classificou os vales de vinho do Chile entre os onze principais destinos de lua de mel do mundo.

## Desenvolvimento do enoturismo no Chile
As primeiras iniciativas de enoturismo no Chile começaram na década de 1990 como uma tentativa de aumentar as vendas das vinícolas, que tentavam estabilizar e diversificar seus rendimentos.
No Chile houve várias tentativas neste período que não tiveram sucesso, apesar dos esforços públicos e privados. Igualmente, vários programas de alavancagem subsidiados pelo governo através da Corporação de Fomento à Produção (CORFO) não conseguiram sobreviver nesta etapa. Posterior a isto, as vinhas puseram seus esforços no visitante da vinha mais que no comprador de vinhos e como resultado disso conseguiram avançar no vínculo entre o sector turismo e a produção de vinho. O vinho é um produto estrela entre os maiores produtos de exportação do país e o desenvolvimento de roteiros temáticos que pudessem mostrar alguns de seus processos produtivos foi uma ideia atraente para quem queria aumentar a oferta turística chilena, junto com as vinícolas que queriam fazer mais visível a sua existência e presença local.
O primeiro circuito turístico de carácter corporativo foi a Rota do Vinho do Vale de Colchagua no ano 1996, como um circuito temático em Santa Cruz e que contou com o apoio estatal do Ministério de Economia, Alavancagem e Turismo (MEFT) e do Ministério de Obras Públicas (MOP), conquistando em 2005 o Wine Star Wine Region of the Yeard Award, outorgado pela revista norte-americana Wine Enthusiast como a melhor região vitivinícola do mundo.
A partir de 2006, o Serviço Nacional de Turismo (Sernatur) e a Corporação de Promoção Turística do Chile (CPT) financiaram um Cadastro Nacional de Enoturismo no Chile, cujos resultados mostraram que havia 96 vinícolas abertas ao turismo, um aspecto que foi observado como um processo gradual de adoção dessa atividade. Essas vinícolas buscavam capitalizar, por meio do turismo, o apoio a marcas de vinho praticamente desconhecidas, mas que tinham produtos premiados internacionalmente. A partir desse ano, o governo apoiou o marketing internacional do vinho chileno, bem como a pesquisa e o desenvolvimento por meio do programa Innova Chile da CORFO e os processos para melhorar a competitividade da indústria do vinho por meio de vários programas. Da mesma forma, a Corporação de Promoção do Turismo iniciou uma campanha em conjunto com o setor privado da indústria do vinho para desenvolver um plano de marketing internacional para o enoturismo no Chile.

## Rotas por região vinícola
As doze Rotas do Vinho chilenas encontram-se identificadas no Diagnóstico de Enoturismo no Chile 2013. Vale observar que existem iniciativas enoturísticas isoladas em outros vales vinícolas ainda em processo de consolidação.

### Região vinícola deCoquimbo
- Rota do Vinho do Vale do Elqui
- Rota do Vinho do Vale do Limarí

### Região vinícola deAconcágua
- Rota do Vinho do Vale do Aconcágua
- Rota do Vinho do Vale de Casablanca
- Rota do Vinho do Vale de San Antonio

### Região vinícola do Vale Central
- Rota do Vinho do Vale do Maipo
- Rota do Vinho do Vale do Cachapoal
- Rota do Vinho do Vale de Colchagua
- Rota do Vinho do Vale de Curicó
- Rota do Vinho do Vale do Maule

### Região vitícola do Sul
- Rota do vinho do vale do Biobío
- Rota do Vinho do Vale de Itata